# Revista Jiwaki
La Revista Municipal de Culturas Jiwaki es una publicación de la Secretaría Municipal de Culturas, dependiente del Gobierno Autónomo Municipal de La Paz, Bolivia. 

## Historia
En 2008, la Oficialía Mayor de Culturas (actual Secretaría Municipal de Culturas) comenzó a publicar una revista mensual gratuita en la que se incluían las actividades culturales de la ciudad de La Paz junto a pequeños textos sobre notables artistas paceños y espacios patrimoniales urbanos. Se trataba, como menciona del periódico boliviano Oxígeno, de "una de las primeras experiencias editoriales del municipio paceño que aspiraba a ser parte de la dinámica cultural de La Paz por buen tiempo".
La publicación, que había tomado su nombre del vocablo aimara jiwaki que significa "bonito, hermoso", se volvió tan popular que en 2011, se decidió se decidió dividir la publicación en dos:
1. La agenda Jiwaki, en la que se difunden las actividades culturales cada mes.

1. La revista Jiwaki, en la que se presentan artículos sobre la cultura y el arte presentes en la ciudad de La Paz y en el resto de Bolivia, así como textos literarios, reproducciones de obras plásticas, recetas culinarias y una variada lista de temas relacionados con la cultura paceña.

Mientras la agenda se seguía publicando cada mes, la revista pasó a publicarse bimensualmente y luego trimensualmente, siempre de manera gratuita. En diciembre de 2013, se publicó el número 50 de la revista. En la presentación, el entonces Oficial Mayor de Culturas Walter Gómez, aseveró:
"la revista tiene mucho éxito, pues ni bien sale tenemos gente que hace cola para recabar su ejemplar”. También dijo que el tiraje aumentó significativamente, pues en 2014 se imprimían cuatro mil ejemplares de cada número, mientras que en 2015 se imprimieron diez mil. Cabe resaltar que se trata de una revista exclusiva de temas artístico-culturales atemporales en el tratamiento y enfoque de su contenido. 
Actualmente, la revista tiene 92 páginas (a diferencia de las 18 que tenía en el primer número), y así como su tiraje y su grosor han aumentado, también lo ha hecho el número de temas que abarca. Igualmente, muchos de los números de la revista pueden descargarse gratuitamente del portal digital de la alcaldía paceña.
Una edición especial de la revista es publicada en enero , en formato miniatura como parte de la tradición de Alasitasrelacionada con los periódicos satíricos y humorísticos.El número especial recibe el nombre de Jiwakito.

## Segmentos
Hoy en día, Jiwaki cuenta con los siguientes segmentos fijos: 

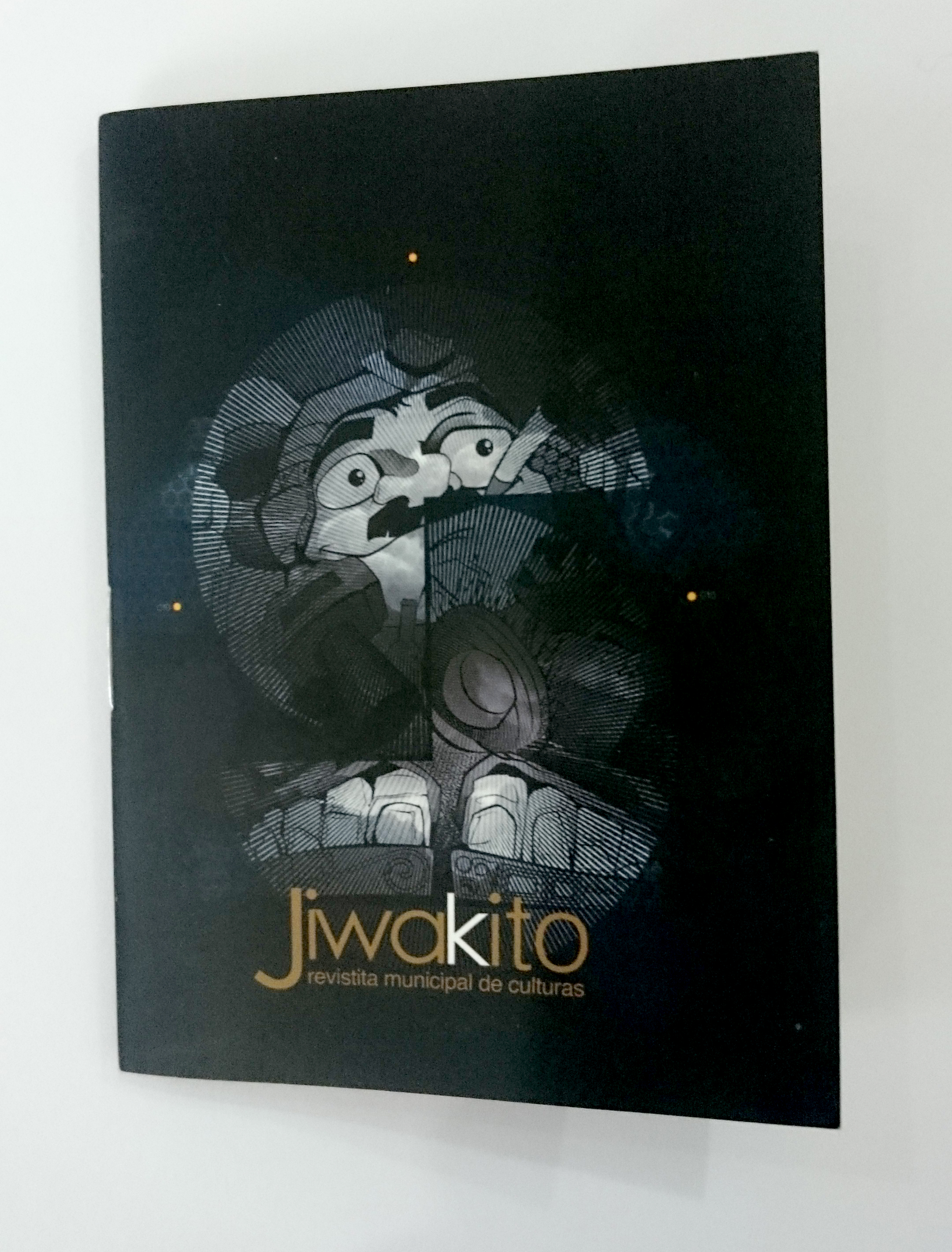
Revistita Municipal de Culturas número 50

1. El Artista: se hace una semblanza sobre un artista paceño o boliviano (o radicado en La Paz) cuya labor artística haya contribuido o siga contribuyendo al enriquecimiento de las artes paceñas.
2. Galería de Notables Paceños: se homenajea a figuras muy representativas de la cultura paceña (o boliviana, en cuyos casos el segmento se titula únicamente "Galería de Notables"). Por lo general, se trata de personajes cuya trayectoria artística haya sobrepasado los 50 años. En muchos casos, se trata de homenajes póstumos.
3. Bíografo: en este segmento, se presentan críticas cinematográficas de las últimas películas en cartelera, ya sean bolivianas o extranjeras.
4. Las Calles de Chuquiago: se hace un recorrido histórico por la historia de las calles paceñas, el origen de sus nombres, los eventos importantes sucedidos en ellas y su actual relevancia en el contexto urbano.
5. Recuerdos de la Ciudad: se reproducen fotografías que retratan los inicios de la ciudad de La Paz, generalmente de principios del siglo XX.
6. Cada 24 de enero, se reparten gratuitamente Jiwakitos, versiones en miniatura de la revista en ocasión de la Feria de la Alasita.[5]